# Chicuelo (Manuel Jiménez Moreno)
Pour les articles homonymes, voir Manuel Jiménez, Chicuelo, Jiménez et Moreno.
Vous pouvez aider à l'améliorer ou bien discuter des problèmes sur sa page de discussion.
- Il ne cite pas suffisamment ses sources. Vous pouvez indiquer les passages à sourcer avec {{référence nécessaire}} ou {{Référence souhaitée}}, et inclure les références utiles en les liant aux notes de bas de page. (Marqué depuis novembre 2017)
- Sa forme n’est pas encyclopédique et ressemble trop à un curriculum vitæ. Modifiez le texte pour aider à le transformer en article neutre. (Marqué depuis novembre 2017)

- Archive Wikiwix
- Bing
- Cairn
- DuckDuckGo
- E. Universalis
- Gallica
- Google
- G. Books
- G. News
- G. Scholar
- Persée
- Qwant
- (zh) Baidu
- (ru) Yandex
- (wd) trouver des œuvres sur Wikidata

Manuel Jiménez Moreno dit « Chicuelo », né  Séville (Espagne) le 15 avril 1902, mort à Séville le 31 octobre 1967, était un matador espagnol.

## Présentation
Fils du matador Manuel Jiménez Vera « Chicuelo », mort le 18 novembre 1907, il reste donc orphelin à cinq ans. Un autre matador, « Zocato », lui fit suivre des études et l’initia au toreo. Il tue son premier becerro (jeune veau) en avril 1912, à l’âge de neuf ans.
Durant toute sa longue carrière, il fut un matador apprécié du public, bien qu’il n’ait jamais été au premier plan en raison d’une grande modestie. On lui attribue l’invention de la passe de capote dite « chicuelina ». Fils de matador, il fut également père du matador Rafael Jiménez Castro « Chicuelo ».

### Carrière
- Débuts en public : Tejares le 24 juin 1917 aux côtés de Juan Luis de la Rosa et Bernardo González. Novillos de la ganadería de José Manuel García.
- Première novillada : Saragosse (Espagne) le 1er septembre 1918 au cours d’un mano a mano avec Antonio Márquez. Novillos de la ganadería de Terrones.
- Présentation à Madrid : 8 août 1919 aux côtés de García Reyes et José Martín. Novillos de la ganadería de Antonio Flores.
- Alternative) : Séville (Plaza de la Real Maestranza) 28 septembre 1919. Parrain, Juan Belmonte ; témoin, Manuel Belmonte. Taureaux de la ganadería du comte de Santa Coloma. (Le même jour, à la même heure, dans l’autre arène Sévillane, « La Monumental », « Joselito » donnait l’alternative à Juan Luis de la Rosa.)
- Confirmation d’alternative à Madrid : 18 juin 1920. Parrain, « El Gallo » ; témoins, Juan Belmonte et « Fortuna ». Taureaux du duc de Veragua.
- Premier de l’escalafón en 1928.